# Paramelomys gressitti
Paramelomys gressitti és una espècie de mamífer rosegador de la família dels múrids. És endèmic de Papua Nova Guinea, on viu a altituds d'entre 2.300 i 2.400 msnm. El seu hàbitat natural són els boscos tropicals humits de mig montà. Està amenaçat per la destrucció del seu medi. L'espècie fou anomenada en honor del botànic i entomòleg estatunidenc Judson Linsley Gressitt.